# Ali Quli Mirza
Ali Mirza Quli (en hindi: अली क़ुली मिर्ज़ा) es un actor y cantante indio, nacido en Dubái[cita requerida]. Su carrera artística surgió de un programa de telerrealidad llamado "Bigg Boss" de temporada 8. Hizo su debut como cantante de Bollywood en la película "Tiger Of The Sundarbans", dirigida por Kamal Sadanah.

## Carrera
Actuó para varios anuncios publicitarios como en "Mountain" Dew y "Tavera". Más adelante lanzó su primer álbum discográfico titulado "Ishquamaan" en persa, traducido como My Love o Mi amor. Su primer álbum fue grabado en Dubái, India. Este álbum consta de unas 6 pistas musicales aproximadamente y se promocinó a partir del 2009.
Este álbum consta con una mezcla de diferentes estilos musicales, como la música tradicional de medio oriente y pop europeo. Luego lanzó su segundo álbum titulado "Bewafa". También compartió los escenarios con varios artistas del Bollywood como Shahrukh Khan, Salman Khan, Abhishek Bachchan, Ritesh Deshmukh, Ranbir Kapoor, John Abraham y Sohail Khan.